# Place Notger
La place Notger est une place du centre de la ville belge de Liège située à proximité de la place Saint-Lambert.

## Odonymie

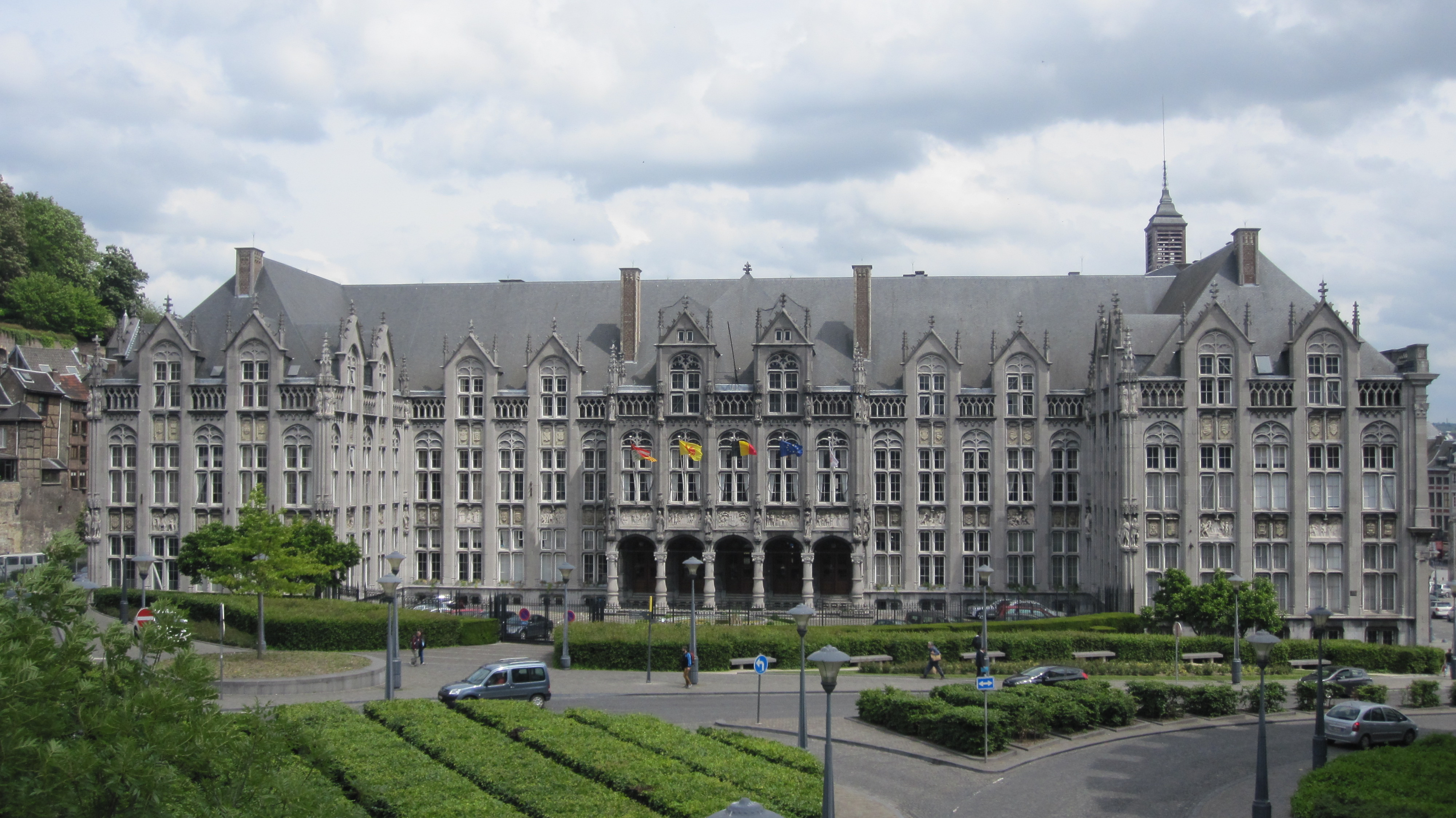
Le palais provincial et la place Notger le long de la rue de Bruxelles en 2015.

La place rend hommage à Notger, né vers 930 en Souabe et mort le 10 avril 1008 à Liège. Il fut évêque de Liège à partir de 972 et devint, en 980, le premier prince-évêque de la Principauté de Liège. Son nom est précédemment utilisé dans la zone en tant que « rue de Notger », puis « square Notger ».

## Description
Cette petite place se situe à l'avant du palais provincial de Liège, qui constitue la façade occidentale du palais des princes-évêques de Liège. La place est constituée d'une cour semi-circulaire grillagée avec en son centre une fontaine, et ceinturée par un espace couvert de haies basses et possédant six bancs publics en pierre bleue.

## Histoire
À cet endroit est d'abord percée la rue Notger en 1846, enjambée par la rue Saint-Pierre via le pont Notger. Cette rue domine une butte située assez contre le palais où se trouvait autrefois la collégiale Saint-Pierre et l'église Saint-Clément et Saint-Trond. La rue Notger est créée à la demande des habitants des quartiers situés au nord-ouest de la place Saint-Lambert, privés d'une vraie voie carrossable pour atteindre le centre car les degrés Saint-Pierre, un long escalier, et la rue Haute-Sauvenière sont inadaptés au passage des charrettes.
De 1849 à 1853, dans le cadre de la restauration du palais, sa façade occidentale est remaniée en style néogothique par l'architecte Jean-Charles Delsaux, l'aile étant alors consacrée au palais provincial. Dans la foulée, une partie de la butte de la rue Saint-Pierre est réduite et la rue Notger est élargie et rectifiée pour la rendre parallèle au palais. Il est ensuite décidé en 1862 de réduire plus encore la butte, et de créer face au palais provincial un lieu de promenade qui deviendra le square Notger.
Les travaux d'aménagement du square débutent en 1867, pour se terminer en 1872. Dans cet espace vert entouré de grilles et bordé en son sommet par des immeubles à trois étages et plus, on peut trouver entre autres un jardin rocaille, un monument / fontaine se déversant dans un bassin exécuté par Oscar Berchmans en 1911 et dédié au couple de philanthropes Georges et Hortense Montefiore-Levi, et plusieurs arbres massifs, dont un magnolia. Sur le côté sud du square se trouvent les degrés Saint-Pierre réaménagés. 1877 marque ensuite l'arrivée du chemin de fer et la création de la gare de Liège-Palais au nord du square, ainsi que l'élargissement de la rue de Bruxelles, complètant les réaménagements du XIXe siècle de cette zone. Dans le cadre de l'Exposition universelle de Liège de 1905, le bâtiment original de la gare est remplacé par un bâtiment néogothique d'Edmond Jamar, en harmonie avec la façade du palais provincial. 
Dans le cadre des longs travaux de réaménagement de la place Saint-Lambert, le square est détruit en 1977, suivi par la gare néogothique en 1979. L'emplacement du square est aujourd'hui occupé par les bâtiments du tribunal du commerce de Liège et le tracé rectifié de la rue de Bruxelles qui continue maintenant jusqu'à la place Saint-Lambert, le nom de Notger ayant été conservé pour la petite place entourée par les ailes du palais provincial. Le monument Montefiore-Levi quant à lui est démonté durant la destruction du square et stocké dans un dépôt de la ville. Restauré en 1995, il est installé dans la cour de l'Hôtel Somzé, en Féronstrée. En 2012, la statue du monument est placée le long des degrés des Dentellières, escalier reliant la rue du Palais à la rue Pierreuse, selon le souhait de l'architecte Claude Strebelle,.

## Voies adjacentes
- Rue du Palais
- Rue de Bruxelles

## Galerie

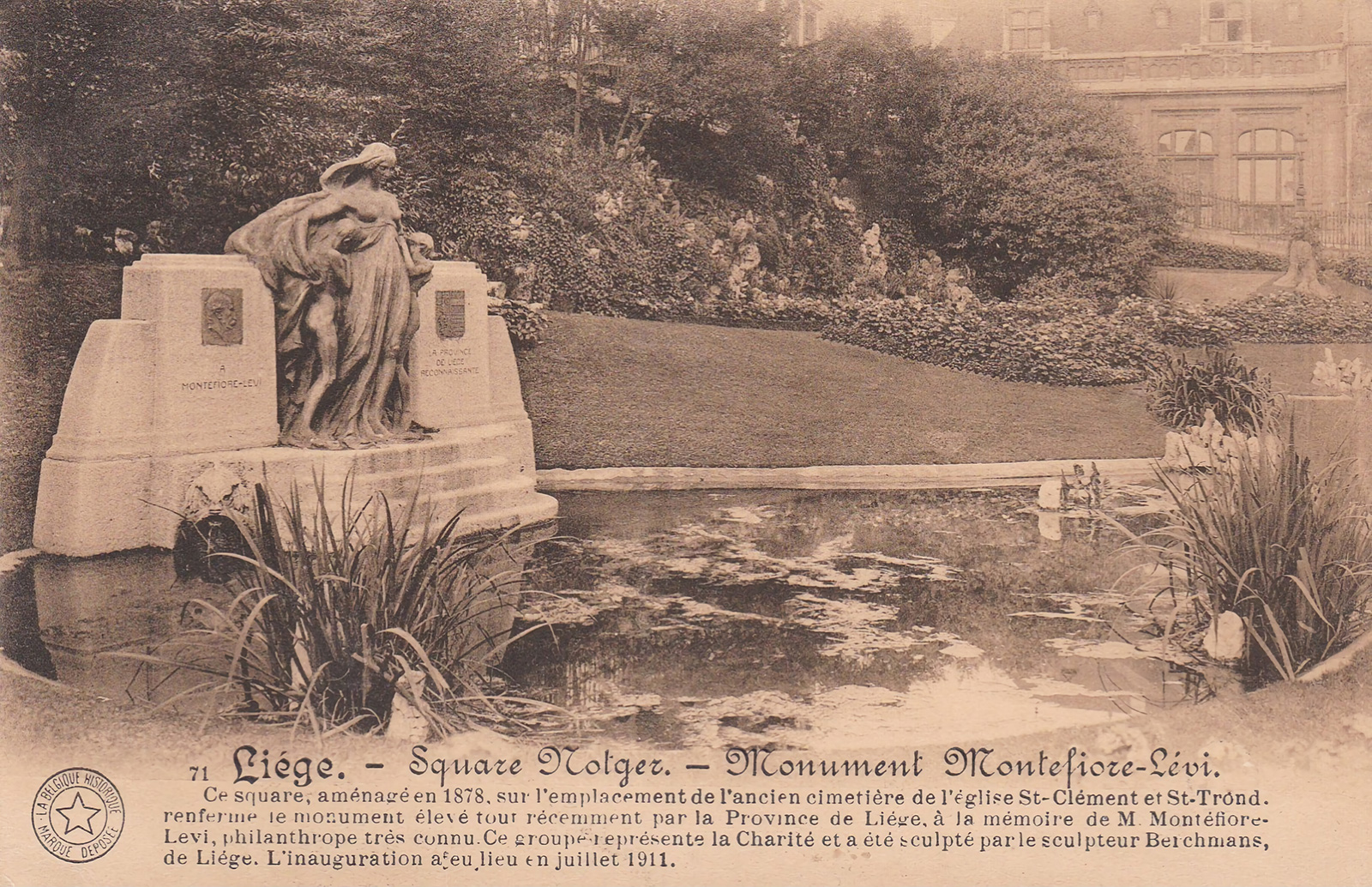
Le monument Montefiore-Levi en 1911.
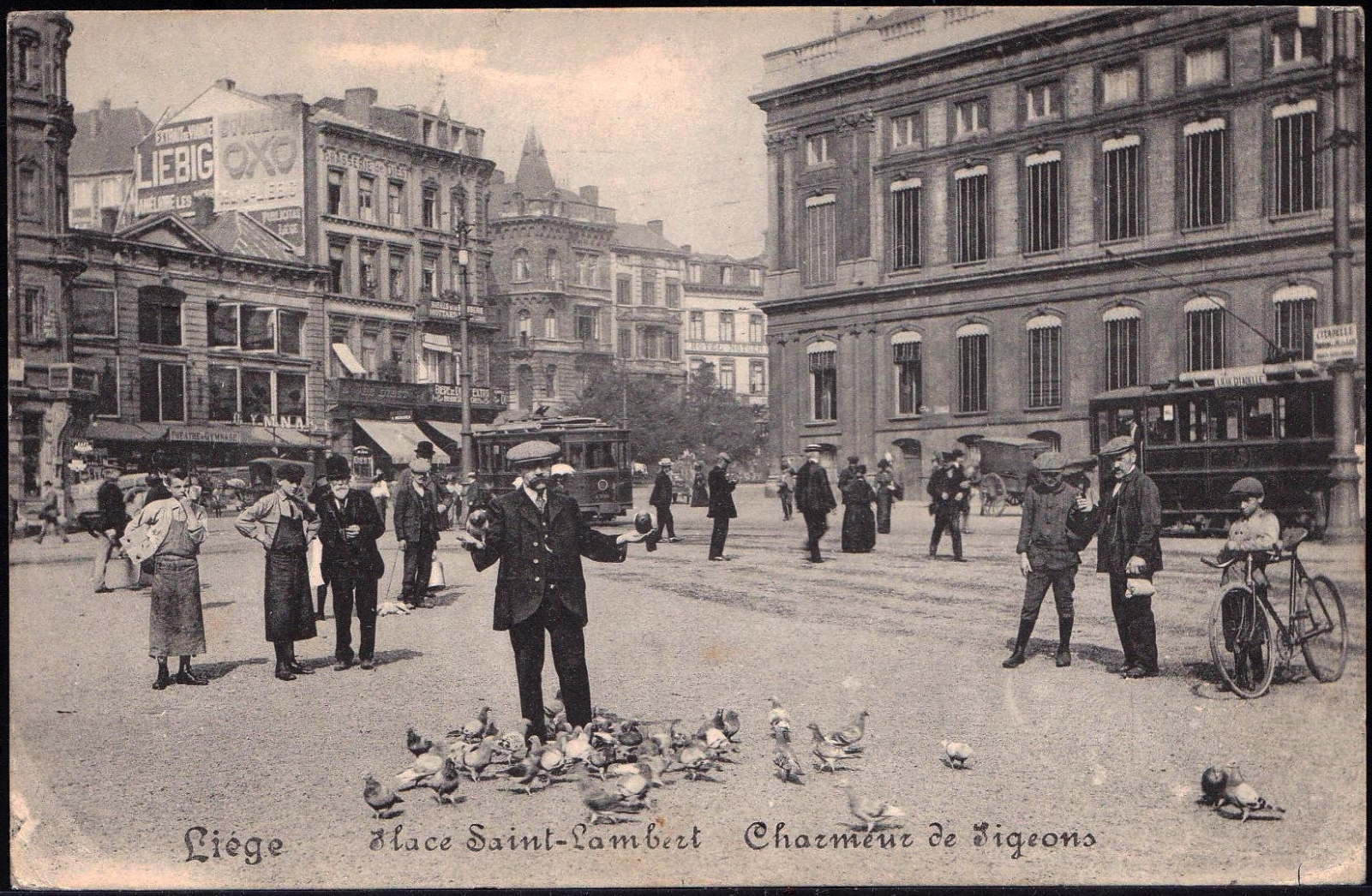
Charmeur de pigeons sur la place Saint-Lambert en 1918, avec une partie du square Notger en arrière-plan.
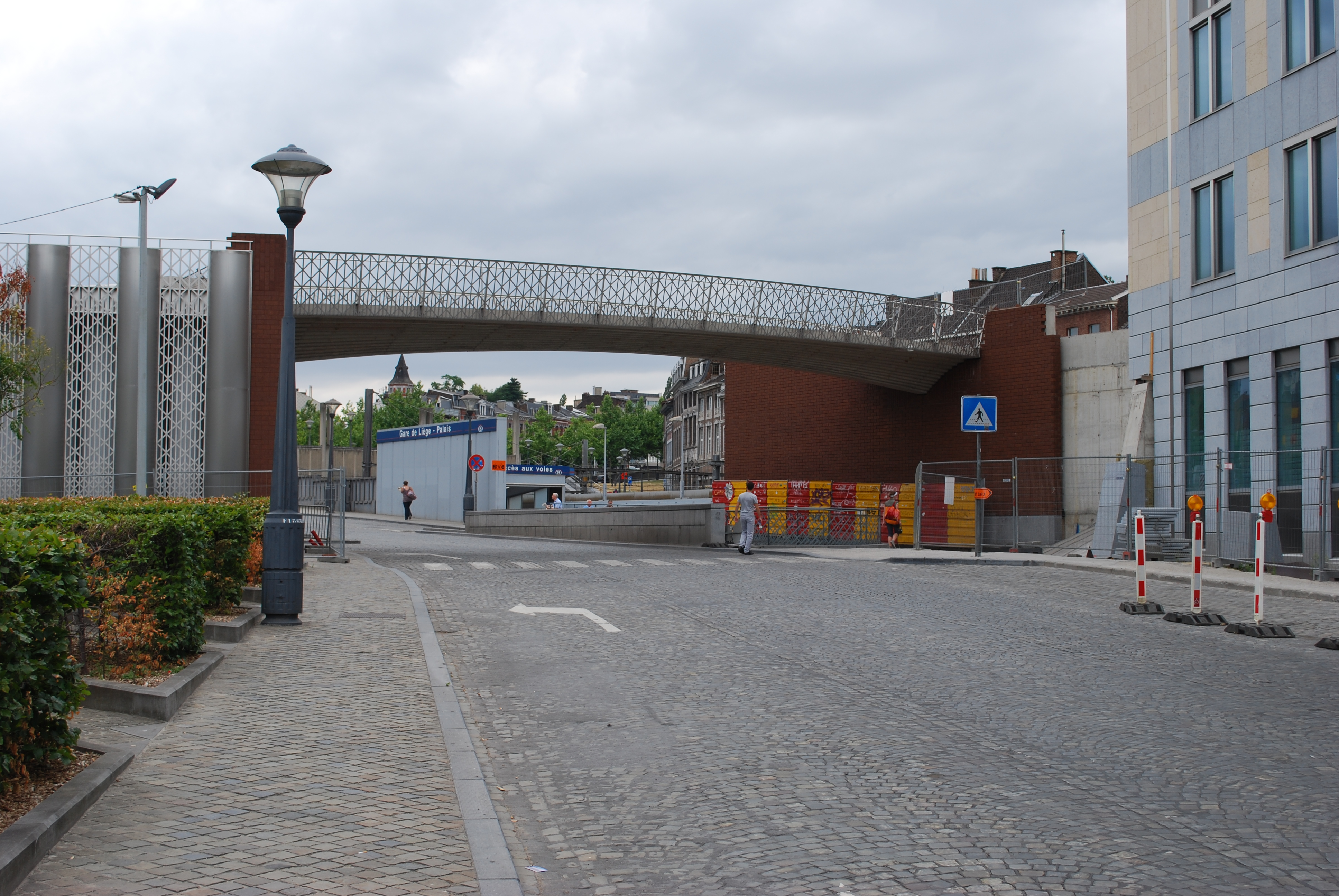
La rue de Bruxelles et la gare de Liège-Palais vus de la place en 2010.